# Темур Фаттах
Тему́р Фатта́х (узб. Temur Fattoh) — советский и узбекский общественный деятель, поэт, писатель, переводчик. Известен как соавтор текста (вместе с Турабом Тулой) гимна Узбекской ССР. 
Родился в 10 апреля 1910 года в Скобелеве (ныне Фергана). В 1930 году уехал в Москву и поступил в Государственный институт кинематографии (ныне ВГИК). По окончании учёбы переехал в Ташкент и стал заниматься творческой деятельностью, писал стихи для газет, переводил с русского на узбекский язык творчество русских и советских поэтов и писателей, работал в партийных органах. В 1947 году вместе с Турабом Тулой стал соавтором текста гимна Узбекской ССР. Умер в 1966 году в Ташкенте, в 56-летнем возрасте.